# مصفف الشعر
مصفف الشعر أو المُقَيْنَةٌ  الماشطة (وجمعها مواشط) شخص مهنته هي قص أو تصفيف (تمشيط) الشعر بهدف تغيير أو المحافظة على صورة الشخص. ويتحقق ذلك باستخدام مزيج من تقنيات تلوين الشعر والتسريحات وغيرها. معظم مصففي الشعر هم متخصصين مهنيا ومرخصين تماما مثل مهنة الحلاق أو خبير التجميل.

## التاريخ

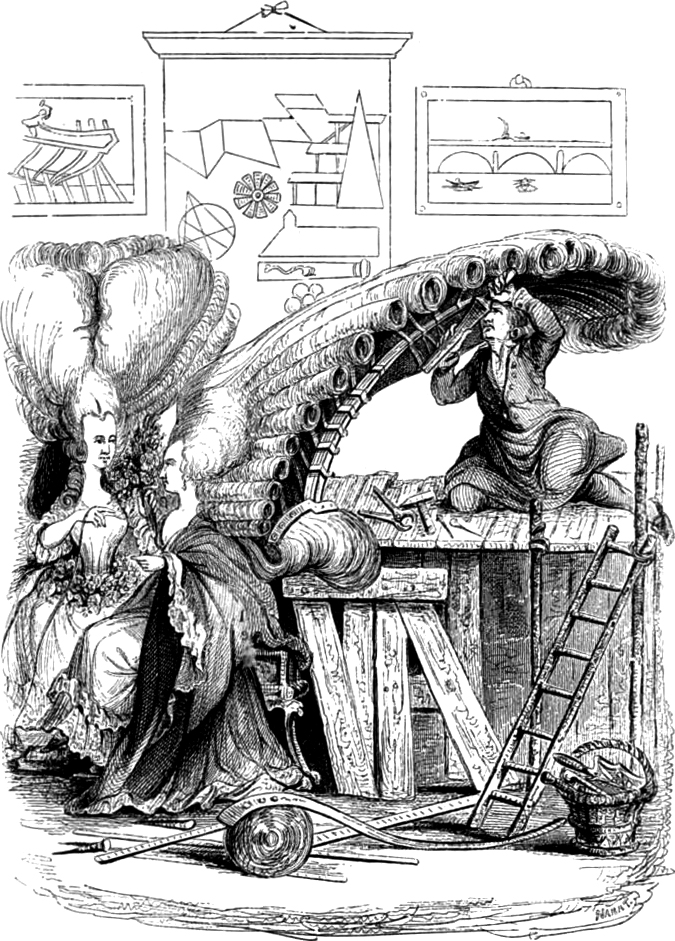
رسم كاريكاتوري يظهر مصفف شعر فرنسي في أكاديمية كوافير يعمل على تصفيفة شعر كبيرة في القرن الثامن عشر.

تعود مهنة تصفيف إلى آلاف السنين، حيث تم اكتشاف رسومات ولوحات تصور الناس الذين يعملون على شعر أشخاص آخرين. ويذكر الكتاب اليوناني اريستوفنس وهومر تصفيف الشعر في كتاباتهم. كان أول ظهور لكلمة «محل تصفيف الشعر» في القرن السادس عشر في أوروبا، واعتبر تصفيف الشعر مهنة منذ ذلك الوقت. وكانت موضة الشعر في ذلك الوقت تميل إلى أن المرأة الغنية يكون لها تسريحات شعر كبيرة ومعقدة. وبحلول عام 1777، كان هناك قرابة 1200 مصفف شعر يعملون في باريس.

## تصفيف الشعر اليوم
تعد مهنة تصفيف الشعر من أسرع المهن نموا من بين المهن الأخرى، حيث بلغت نسبة نموها 20 في المائة في الولايات المتحدة. وتتطلب معظم الدول ترخيص من أجل ممارسة المهنة، مع مؤهلات تختلف من دولة إلى أخرى. عموما يجب أن يكون شخصًا مهتمًا في تصفيف الشعر ويحمل شهادة إتمام الدراسة الثانوية وأن لا يكون دون سن 16 عاماً، وقد تخرج من مدرس مرخصة من قبل الدولة أو مدرسة التجميل.